# Гетто в Иодах
Гетто в Ио́дах (лето 1941 — октябрь 1941) — еврейское гетто, место принудительного переселения евреев посёлка Иоды (Ёды) Шарковщинского района Витебской области и близлежащих населённых пунктов в процессе преследования и уничтожения евреев во время оккупации территории Белоруссии войсками нацистской Германии в период Второй мировой войны.

## Оккупация Иодов и создание гетто

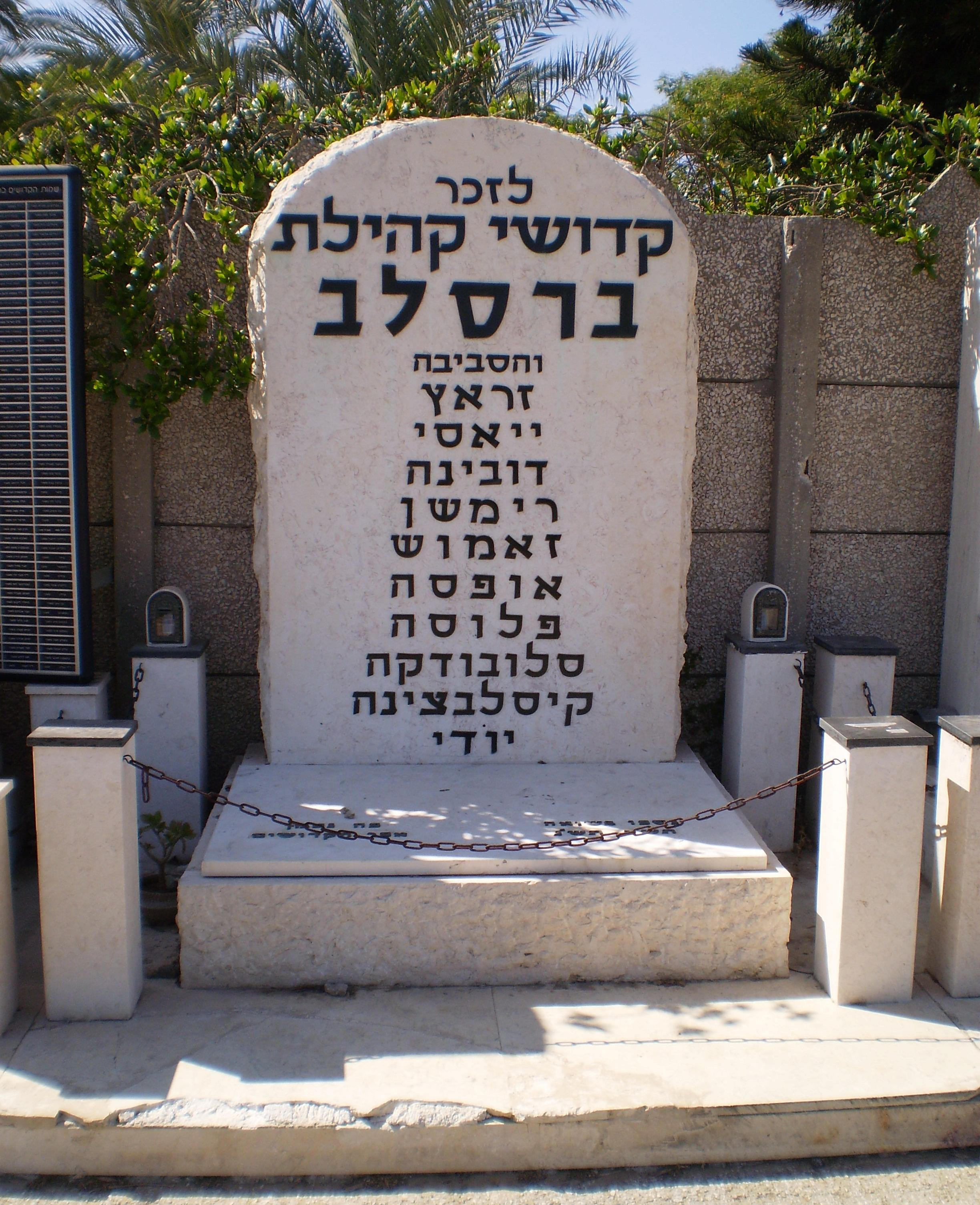
Символический памятник уничтоженным еврейским общинам: Браслав, Зарац (или Заречье Слободковского сельсовета, или Зарачье Межанского сельсовета), Яйсы, Дубино, Римше, Замостье, Опса, Плюсы, Слободка, Кисловщина и Йоды на мемориальном кладбище в Холоне

Немецкие войска заняли местечко Иоды в конце июня 1941 года, и оккупация продлилась 3 года — до июля 1944 года.
Реализуя нацистскую программу уничтожения евреев, немцы создавали гетто почти во всех городах и населённых пунктах Беларуси, где проживало еврейское население. Так и в Иодах оккупанты организовали гетто. Евреев заставили организовать юденрат, возглавить который приказали Перецу Школьнику и Эрмиягу Разину.
В конце октября 1941 года в гетто пригнали ещё около 100 евреев из ближних деревень, в том числе из Замошье и Кисловщины.

## Уничтожение гетто
Последняя «акция» (таким эвфемизмом нацисты называли организованные ими массовые убийства) прошла в октябре (декабре) 1941 года и продолжалась двое суток. Обречённых людей заставляли раздеваться, расстреливали и скидывали в глубокую яму. Детей бросали в яму живыми.

## Случаи спасения и «Праведники народов мира»
Двое жителей Иодов — Гродь Антон и Мария — за спасение Эйнхорна Гирша в деревне Митьковщина были удостоены почётного звания «Праведник народов мира» от израильского мемориального института «Яд Вашем» «в знак глубочайшей признательности за помощь, оказанную еврейскому народу в годы Второй мировой войны».

## Память
Всего в Иодах нацистами и местными полицаями были замучены и убиты около 450 евреев. На месте убийства им установлен памятник( Историко-культурная ценность Республики Беларусь, ).
Символический памятник убитым в Иодах евреям установлен в Израиле на мемориальном кладбище в Холоне.
Опубликованы неполные списки жертв геноцида евреев в Иодском сельсовете.